# Willem XII van Auvergne
Willem XII van Auvergne (1300 - 1332) was de oudste zoon van Robert VII van Auvergne en Blanche van Bourbon. Hij volgde zijn vader in 1325 op als graaf van Auvergne en Boulogne.
Willem was gehuwd met Margaretha (1307-1350), dochter van Lodewijk van Évreux, zoon van koning Filips III van Frankrijk, en werd vader van Johanna I, die hem ook zou opvolgen.

## Voorouders
| Voorouders van Willem XII van Auvergne | Voorouders van Willem XII van Auvergne                                     | Voorouders van Willem XII van Auvergne                                     | Voorouders van Willem XII van Auvergne                                     | Voorouders van Willem XII van Auvergne                                     | Voorouders van Willem XII van Auvergne                                           | Voorouders van Willem XII van Auvergne                                           | Voorouders van Willem XII van Auvergne                                     | Voorouders van Willem XII van Auvergne                                     |
| -------------------------------------- | -------------------------------------------------------------------------- | -------------------------------------------------------------------------- | -------------------------------------------------------------------------- | -------------------------------------------------------------------------- | -------------------------------------------------------------------------------- | -------------------------------------------------------------------------------- | -------------------------------------------------------------------------- | -------------------------------------------------------------------------- |
| Overgrootouders                        | Robert V van Auvergne (1225-1276) ∞ Eleonora van Baffia (-)                | Robert V van Auvergne (1225-1276) ∞ Eleonora van Baffia (-)                | ? (-) ∞ ? (-)                                                              | ? (-) ∞ ? (-)                                                              | Lodewijk IX van Frankrijk (1214-1270) ∞ 1234 Margaretha van Provence (1221-1295) | Lodewijk IX van Frankrijk (1214-1270) ∞ 1234 Margaretha van Provence (1221-1295) | Jan van Bourbon (1231-1268) ∞ Agnes II van Bourbon (1237-1287)             | Jan van Bourbon (1231-1268) ∞ Agnes II van Bourbon (1237-1287)             |
| Grootouders                            | Robert VI van Auvergne (1250-1314) ∞ Beatrix van Montgascon (-)            | Robert VI van Auvergne (1250-1314) ∞ Beatrix van Montgascon (-)            | Robert VI van Auvergne (1250-1314) ∞ Beatrix van Montgascon (-)            | Robert VI van Auvergne (1250-1314) ∞ Beatrix van Montgascon (-)            | Robert van Clermont (1256-1317) ∞ 1272 Beatrix van Bourbon (1257-1310)           | Robert van Clermont (1256-1317) ∞ 1272 Beatrix van Bourbon (1257-1310)           | Robert van Clermont (1256-1317) ∞ 1272 Beatrix van Bourbon (1257-1310)     | Robert van Clermont (1256-1317) ∞ 1272 Beatrix van Bourbon (1257-1310)     |
| Ouders                                 | Robert VII van Auvergne (1282-1325) ∞ 1303 Blanche van Bourbon (1281-1304) | Robert VII van Auvergne (1282-1325) ∞ 1303 Blanche van Bourbon (1281-1304) | Robert VII van Auvergne (1282-1325) ∞ 1303 Blanche van Bourbon (1281-1304) | Robert VII van Auvergne (1282-1325) ∞ 1303 Blanche van Bourbon (1281-1304) | Robert VII van Auvergne (1282-1325) ∞ 1303 Blanche van Bourbon (1281-1304)       | Robert VII van Auvergne (1282-1325) ∞ 1303 Blanche van Bourbon (1281-1304)       | Robert VII van Auvergne (1282-1325) ∞ 1303 Blanche van Bourbon (1281-1304) | Robert VII van Auvergne (1282-1325) ∞ 1303 Blanche van Bourbon (1281-1304) |
| Willem XII van Auvergne (1300-1332)    |                                                                            |                                                                            |                                                                            |                                                                            |                                                                                  |                                                                                  |                                                                            |                                                                            |